# Latest
Latest is een lied van het Nederlandse rapduo Qlas & Blacka in samenwerking met de Algerijns-Franse rapper Boef. Het werd in 2020 als single uitgebracht en stond in hetzelfde jaar als negentiende track op het album Jongetjes uit Zuid van Qlas & Blacka. 

## Achtergrond
Latest is geschreven door Omar Outalha, Mart Hento, Cheneydo Zunder, Luciano Jafari Mehrabady en Sofiane Boussaadia en geproduceerd door Duro en Emaga. Het is een nummer uit het genre nederhop. Het lied gaat over een veeleisende vrouw in een relatie. De single heeft in Nederland de gouden status. Het is de eerste keer dat het rapduo en Boef samen op een hitsingle te horen zijn.

## Hitnoteringen
De artiesten hadden succes met het lied in de hitlijsten van Nederland. Het piekte op de dertiende plaats van de Single Top 100 en stond elf weken in deze hitlijst. De Top 40 werd niet bereikt; het lied bleef steken op de twaalfde plaats van de Tipparade. 